# Фойхтингер, Эдгар
Эдгар Фойхтингер (нем. Edgar Feuchtinger, 9 ноября 1894, Мец — 21 января 1960, Берлин) — германский военачальник, генерал-лейтенант, командующий 21-й танковой дивизией вермахта в апреле 1943 — январе 1945 года. Некомпетентный и коррумпированный офицер достиг чина и должности благодаря покровительству партийных чиновников, провально действовал в обороне в ходе высадки союзников в Нормандии, а затем самоустранился от командования. В начале 1945 года Фойхтингер был арестован и приговорён к смертной казни, бежал и скрылся от наказания. В мирное время Фойхтингер занимался журналистикой и шпионил в пользу Советского Союза, но не был раскрыт при жизни.

## Карьера
В 1914 году Фойхтингер добровольно поступил в германскую армию. В 1915 году он был произведен в офицерское звание и направлен в 14-й артиллерийский полк. Отслужив всю Первую мировую войну в артиллерии, он был принят в рейхсвер и продолжил службу в артиллерии веймарской, а затем нацистской Германии. В 1930-е годы он неоднократно занимался военной частью нацистских съездов в Нюрнберге, и стал лично известен Гитлеру и Борману. Фойхтингер не стеснялся использовать высокие знакомства к личной выгоде, благодаря чему в 1937 году получил должность командира батальона, а в 1939 году, накануне польской кампании, командира 227-го вестфальского артиллерийского полка. Полк участвовал в военных действиях в Бельгии и Нидерландах, а затем квартировал на северо-востоке Франции до конца 1941 года.
В 1941 году полк в составе группы армий «Север» участвовал в наступлении на Волхов и в блокаде Ленинграда. В начале 1942 года полк был окружён советскими войсками 2-я ударной армии, и продержался до её разгрома немцами. В августе 1942 года Фойхтингер был произведен в генерал-майоры и отправился во Францию, чтобы возглавить боевую группу корпусного уровня в ходе оккупации вишистской Франции. Группа выполнила задачу частично: Тулон был захвачен, но французы успели затопить базировавшийся на него флот.
В апреле 1943 года Фойхтингер, не имевший опыта службы в танковых или механизированных частях, был назначен командиром заново сформированной 21-й танковой дивизии. Благодаря своим партийным связям он сумел скомпенсировать собственную некомпетентность подбором толковых подчинённых: 21-я дивизия стабильно пополнялась лучшими офицерами. При первой возможности Фойхтингер лично выдёргивал их из резерва командования в собственное распоряжение. Он полностью положился на подчинённых, а сам устранился от ежедневной службы и вёл разгульный образ жизни. В ночь накануне высадки в Нормандии, когда вражеские десантники уже приземлялись в немецком тылу, командование долго не могло разыскать его. Оказалось, что Фойхтингер пропадал в парижском ночном клубе, не поставив никого в известность о своём местонахождении. Вернувшись в дивизию, Фойхтингер ошибочно потратил время в борьбе с парашютистами, вместо того, чтобы атаковать высаживающиеся британские войска. Узнав о том, что в его тылу действуют диверсанты (отряд десантников с одного планера), он решил, что дивизия окружена и приказал отвести назад её передовой батальон. Тем самым Фойхтингер сорвал оборонительную операцию Роммеля и позволил британцам восстановить временно разорванный фронт.

## Дело об измене
Дивизия сохранила боеспособность, и к концу 1944 года вела оборонительные бои на линии Зигфрида; сам же Фойхтингер по-прежнему был занят личным обогащением и развлечениями, и подолгу пропадал вдали от фронта. 5 января 1945 года он был арестован, разжалован в рядовые, и 2 марта 1945 года осуждён к смертной казни за измену. Фойхтингера спасло вмешательство высоких покровителей: исполнение приговора было отложено, но не отменено. Вместо отправки на Восточный фронт Фойхтингер бежал и до конца войны скрывался в Целле, а затем сдался в плен американцам, и сумел убедить американских следователей в своей якобы анти-нацистской позиции.
В 2006 году дело об измене 1945 года рассматривалось в комитете бундестага в рамках обсуждения законопроекта об реабилитации осужденных нацистским режимом за государственную измену. Эксперты, представлявшие противоборствующие политические партии, не пришли к консенсусу о действительной виновности Фойхтингера. Главный историограф бундесвера Рольф-Дитер Мюллер утверждал, что вороватый и болтливый Фойхтингер действительно был виновен в измене, и что его реабилитация недопустима, но не предоставил исчерпывающих документов в обоснование своей позиции. Юрист и историк права Гельмут Крамер обвинил Мюллера в подтасовке фактов (англ. Professor Müller made up his example) и предположил, что Фойхтингера судили не за измену, а за «подрыв морального состояния [войск]». Фактически, по мнению Крамера, Фойхтингер был виновен в том числе в измене, но юридически его следовало реабилитировать.

## Дело о шпионаже
После войны Фойхтингер занялся журналистикой, публично выступал с лекциями по военной истории, и тайно собирал разведывательную информацию для Советского Союза. Не будучи лично допущенным к военным секретам, он получал сведения от бывших коллег под предлогом помощи в журналистских расследованиях. Фойхтингер не был раскрыт, и умер от естественных причин в 1960 году. Его преемник, некто Кюн, попытался восстановить связь с контактами Фойхтингера и был немедленно задержан. Шпионское дело, которое вёл лично Рейнхард Гелен, завершилось в 1961 году арестом Хайнца Фельфе.